# Lokomotiva IVf StEG
Tříspřežní parní lokomotivy řady IVf vyráběla pro Společnost státní dráhy (StEG) její lokomotivka v letech 1877 až 1883 jako univerzální pro dopravu vlaků po rovinatých tratích v počtu 53 kusů. Po postátnění tratí Společnosti byly stroje, které připadly Maďarským královským drahám, označeny řadou IIIp, později 340 MÁV. Stroje převzaté c.k. Rakouskými státními drahami dostaly řadu 31. Po roce 1918 se dostaly 4 stroje k ČSD, které jim přidělily řadové označení 323.2. Z provozu byly lokomotivy vyřazeny do roku 1933.

## Vznik a výroba
StEG provozovala od  60. let 19.století na svých tratích lokomotivy řady IVs (u ČSD 311.1), které se dobře osvědčovaly v dopravě především nákladních a smíšených vlaků. Když v polovině 70. let procházela modernizací její jihovýchodní síť tratí, objednala Společnost pro sklonově i směrově méně náročné tratě lokomotivy z typu IVs odvozené, ale rychlejší, vhodné i pro vedení osobních vlaků. Požadované stroje pod vedením Johna Haswella navrhla a postupně mezi roky 1877 a 1883 dodala vlastní vídeňská lokomotivka společnosti v počtu 53 kusů.

## Technické provedení
Lokomotivy byly třispřežní stroje na

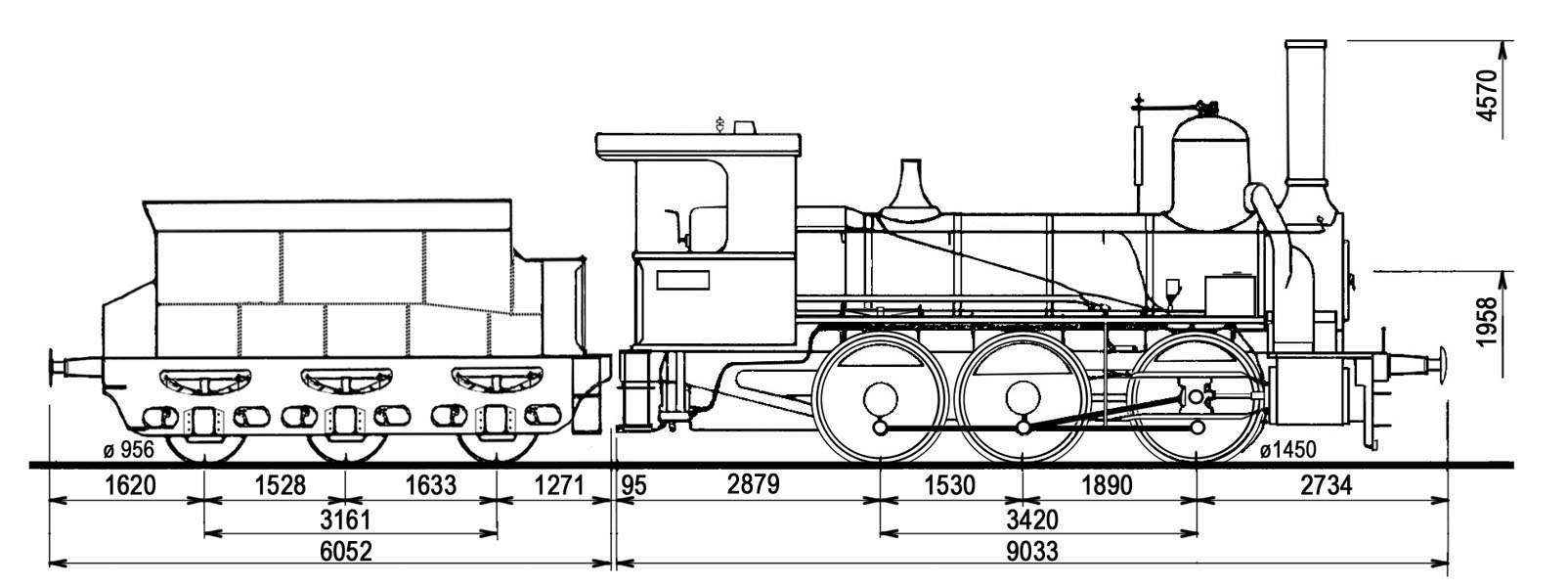
Lokomotiva IVf (1011-1020), StEG 1877, s tendrem, typový náčrtek

Rám tříspřežní lokomotivy byl vnitřní, s postranicemi z plechů s vylehčovacími výřezy; nápravy v něm uložené v rozsochách byly ve svislém směru odpruženy listovými pružnicemi. První spřažené dvojkolí bylo příčně posuvné o ± 7 mm, pevný rozvor tak byl jen 1 530 mm. Válce dvojčitého parního stroje na mokrou páru s předním vedením pístů byly vně rámu, plochá šoupátka i je ovládající výstředníkový kulisový Stephensonův rozvod byly uvnitř rámu. Na druhou, hnací nápravu se výkon přenášel ojnicemi přes dvoupravítkové křižáky. Přívodní trubky páry od regulátoru k válcům byly vnější. Kotel pracoval s tlakem 9 atmosfér. Válcový kotel byl snýtován ze tří ocelových prstenců, topeniště soustavy Becker ve skříňovém kotli a trubkovnice byly měděné. Vodu dodávaly dva injektory č.9, vlevo sací, vpravo nesací. Kotel měl původně jeden parní dóm; vzhledem k problémům se strháváním vody do válců byl později parní prostor zvětšován dosazením druhého dómu a jejich propojení komunikační rourou. První pérový pojistný ventil byl na dómu, druhý pod kuželovým krytem na kotli před budkou. Mazání zprvu zajišťovaly mazničky na rostlinný olej. Dyšna byla stavitelná, Haswellovy konstrukce. Původní rovný plechový komín byl pro snížení úletu jisker později nahrazován baňatým. Brzda byla parní protitlaková Le Chatelier, a ruční mechanická, působící na jedno dvojkolí. Písečníky umístěné na ochozech pískovaly před první dvojkolí, jednostranně jen pro jízdu vpřed. Budka byla na svoji dobu moderní, ze tří stran uzavřená. Lokomotivy byly spojovány se standardními třínápravovými tendry StEG, později u KkStB vedenými jako řada 37.

## Provoz
Prvních 10 lokomotiv bylo určeno pro jihovýchodní síť StEG, kde se počítalo s topením méně kvalitním hnědým uhlím z Oravicy, měly tak mírně odlišné parametry kotle. Celkem bylo na uherské koleje přiděleno 42 strojů, zbylých 11 (čísla 1011-1020 a 1031) zajišťovalo příměstskou dopravu v okolí Vídně (výtopna Wien Ost, kolem roku 1910 byly vypravovány i z výtopny Hrušovany).
Se zestátněním uherské části tratí StEG (ÁVT) přešly roku 1891 k MÁV i všechny uherské stroje; tratě Společnosti v předlitavské části monarchie převzal rakouský stát spolu se zbývajícími 11 lokomotivami IVf v roce 1909. Po rozpadu Rakousko-Uherska v roce 1918 připadly rakouské lokomotivy BBÖ. Uherské byly rozděleny mezi MÁV (12 strojů), CFR (11 strojů) a pozdější Jugoslávské železnice (14 strojů), 1 lokomotiva přešla i k italským drahám. ČSD převzaly na Slovensku 5 strojů, z nichž tři přeznačily na řadu 323.2 (čísla 01–03). Vyřadily je do roku 1928.
Uherské lokomotivy za provozu nebyly nijak zásadněji upravovány. Některé z nich dostávaly nálevky pro plnění kotle vodou za studena a byla na ně dosazována jednoduchá ssací brzda Vv. U strojů vyrobených před rokem 1880 byly původní olejové mazničky nahrazovány Kernaulovými maznicemi. U lokomotiv na severní síti StEG byly prováděny rekonstrukce kotlů včetně dosazení druhého parního dómu, díky čemuž hmotnost strojů vzrostla o ca. 1 tunu. Do budky byla přidána boční posuvná okna. Také se dosadily redukční ventily parního topení pro soupravu, jednoduchá ssací brzda na stroj i tendr a některé lokomotivy dostaly sněhový pluh.
Jednalo se o lokomotivy technicky nijak převratné, vyšlé z již osvědčené konstrukce strojů IVs, ale provozně spolehlivé a u personálu oblíbené.